# Finales NBA 1967
Navigation
Finales 1966 Finales 1968
Les finales NBA 1967 sont la dernière série de matchs de la saison 1966-1967 de la NBA et la conclusion des séries éliminatoires (playoffs) de la saison. Les champions de la division Est, les 76ers de Philadelphie rencontrent le champion de la division Ouest les  Warriors de San Francisco.

## Classements en saison régulière
| Champion de division | Qualifié pour les playoffs | Éliminé des playoffs |

| Division Est            | V  | D  | PCT  | GB |
| ----------------------- | -- | -- | ---- | -- |
| 76ers de Philadelphie C | 68 | 13 | 84.0 | -  |
| Celtics de Boston       | 60 | 21 | 74.1 | 8  |
| Royals de Cincinnati    | 39 | 42 | 48.1 | 29 |
| Knicks de New York      | 36 | 45 | 44.4 | 32 |
| Bullets de Baltimore    | 20 | 61 | 24.7 | 48 |

| Division Ouest            | V  | D  | PCT  | GB |
| ------------------------- | -- | -- | ---- | -- |
| Warriors de San Francisco | 44 | 37 | 54.3 | -  |
| Hawks de Saint-Louis      | 39 | 42 | 48.1 | 5  |
| Lakers de Los Angeles     | 36 | 45 | 44.4 | 8  |
| Bulls de Chicago          | 33 | 48 | 40.7 | 11 |
| Pistons de Détroit        | 30 | 51 | 37.0 | 14 |

C - Champions NBA

### Tableau des playoffs
|  | Demi-finales de Division | Demi-finales de Division  | Demi-finales de Division |                           |   | Finales de Division       | Finales de Division | Finales de Division |  |  | Finales NBA | Finales NBA           | Finales NBA |
|  |                          |                           |                          |                           |   |                           |                     |                     |  |  |             |                       |             |
|  | 1                        | 76ers de Philadelphie     | 3                        |                           |   |                           |                     |                     |  |  |             |                       |             |
|  | 3                        | Royals de Cincinnati      | 1                        |                           |   |                           |                     |                     |  |  |             |                       |             |
|  | 3                        | Royals de Cincinnati      | 1                        |                           | 1 | 76ers de Philadelphie     | 4                   |                     |  |  |             |                       |             |
|  | Division Est             |                           |                          |                           | 1 | 76ers de Philadelphie     | 4                   |                     |  |  |             |                       |             |
|  |                          |                           | 2                        | Celtics de Boston         | 1 |                           |                     |                     |  |  |             |                       |             |
|  | 2                        | Celtics de Boston         | 2                        | Celtics de Boston         | 1 | 3                         |                     |                     |  |  |             |                       |             |
|  | 2                        | Celtics de Boston         |                          |                           |   | 3                         |                     |                     |  |  |             |                       |             |
|  | 4                        | Knicks de New York        | 1                        |                           |   |                           |                     |                     |  |  |             |                       |             |
|  |                          |                           |                          |                           |   |                           |                     |                     |  |  | E1          | 76ers de Philadelphie | 4           |
|  |                          |                           | O1                       | Warriors de San Francisco | 2 |                           |                     |                     |  |  |             |                       |             |
|  | 1                        | Warriors de San Francisco | 3                        |                           |   |                           |                     |                     |  |  |             |                       |             |
|  | 3                        | Lakers de Los Angeles     | 0                        |                           |   |                           |                     |                     |  |  |             |                       |             |
|  | 3                        | Lakers de Los Angeles     | 0                        |                           | 1 | Warriors de San Francisco | 4                   |                     |  |  |             |                       |             |
|  | Division Ouest           |                           |                          |                           | 1 | Warriors de San Francisco | 4                   |                     |  |  |             |                       |             |
|  |                          |                           | 2                        | Hawks de Saint-Louis      | 2 |                           |                     |                     |  |  |             |                       |             |
|  | 2                        | Hawks de Saint-Louis      | 2                        | Hawks de Saint-Louis      | 2 | 3                         |                     |                     |  |  |             |                       |             |
|  | 2                        | Hawks de Saint-Louis      |                          |                           |   | 3                         |                     |                     |  |  |             |                       |             |
|  | 4                        | Bulls de Chicago          | 0                        |                           |   |                           |                     |                     |  |  |             |                       |             |

## Résumé de la finale NBA
| Match  | Date     | Équipe à domicile      | Résultat           | Équipe à l'extérieur   |
| ------ | -------- | ---------------------- | ------------------ | ---------------------- |
| Game 1 | 14 avril | Philadelphia 76ers     | 141–135 (OT) (1–0) | San Francisco Warriors |
| Game 2 | 16 avril | Philadelphia 76ers     | 126–95 (2–0)       | San Francisco Warriors |
| Game 3 | 18 avril | San Francisco Warriors | 130–124 (1–2)      | Philadelphia 76ers     |
| Game 4 | 20 avril | San Francisco Warriors | 108–122 (1–3)      | Philadelphia 76ers     |
| Game 5 | 23 avril | Philadelphia 76ers     | 109–117 (3–2)      | San Francisco Warriors |
| Game 6 | 24 avril | San Francisco Warriors | 122–125 (2–4)      | Philadelphia 76ers     |

## Équipes

### 76ers de Philadelphie
| Effectif des 76ers de Philadelphie 1966-1967 |
| --- |
| 12 Bob Weiss • 13 Wilt Chamberlain • 14 Matt Guokas • 15 Hal Greer • 20 Dave Gambee • 21 Larry Costello • 24 Wali Jones • 25 Chet Walker • 28 Bill Melchionni • 32 Billy Cunningham • 54 Lucious Jackson Entraîneur : Alex Hannum |

### Warriors de San Francisco
| Effectif des Warriors de San Francisco 1966-1967 |
| --- |
| 9 George Lee • 11 Bob Warlick • 13 Bud Olsen • 14 Tom Meschery • 15 Paul Neumann • 16 Al Attles • 21 Jim King • 23 Jeff Mullins • 24 Rick Barry • 31 Joe Ellis • 42 Nate Thurmond • 43 Clyde Lee • 44 Fred Hetzel Entraîneur : Bill Sharman |